# لشکر ۷۱ پیاده (ایالات متحده آمریکا)
لشکر ۷۱ پیاده ایالات متحده آمریکا (انگلیسی: 71st Infantry Division) لشکر پیاده‌نظام نیروی زمینی ایالات متحده آمریکا است، که در سال ۱۹۴۳ تأسیس شد و در سال ۱۹۵۶ منحل گردید.

## تاریخچه
این لشکر به عنوان یک لشکر پیاده‌نظام سبک، کوچکتر از لشکرهای متعارف، با تنها ۹۰۰۰ نفر تشکیل شد. در ابتدا، از آنجا که قرار بود در جبهه اقیانوس آرام بجنگد، تحت آموزش‌های تخصصی برای نبرد در جنگل‌های کوهستانی قرار گرفت. این لشکر به ویژه هنگ ۱۴ پیاده، یک واحد فعال ارتش که مدت‌ها در پاناما مستقر بود و با جزئیات نبرد در جنگل آشنا بود، را در خود جای داد. پس از یک تمرین طراحی شده برای آزمایش اثربخشی بالقوه این مدل واحد، مشخص شد که چنین لشکرهایی فاقد منابع لازم برای مؤثر بودن در نبرد هستند. لشکر ۷۱ سپس به یک لشکر پیاده‌نظام متعارف تبدیل شد.
این لشکر دیر به جبهه رسید و در ۶ فوریه ۱۹۴۵ در لو آور پیاده شد. این لشکر، لشکر ۱۰۰ پیاده را در راتزویلر جایگزین کرد و اولین نبرد خود را در ۱۱ مارس تجربه کرد. از ۱۵ مارس، آلمانی‌ها را از فرانسه بیرون راند و سپس به خط زیگفرید حمله کرد. در ۲۱ مارس پیرماسنز را تصرف کرد و در ۳۰ مارس از راین عبور کرد. متعاقباً، در ۱۳ آوریل کوبورگ را بدون مواجهه با هیچ مقاومتی تصرف کرد که به آن اجازه داد اتوبان بین برلین و مونیخ را قطع کند. در ۱۶ آوریل، قبل از تصرف روزنبرگ و عبور از دانوب در ۲۶ آوریل، با مقاومت بسیار بیشتری در تصرف بایرویت مواجه شد. رگنسبورگ روز بعد قبل از اشتراوبینگ در ۲۸ آوریل سقوط کرد. سپس این لشکر تقریباً تا پایان جنگ با هیچ مخالفت دیگری روبرو نشد، در ۲۹ آوریل از ایسار عبور کرد و در ۲ مه وارد اتریش شد. در آنجا، اردوگاه گانسکیرشن، بخشی از اردوگاه کار اجباری ماوتهاوزن را آزاد کرد. در ۸ مه با ارتش سرخ در شرق لینز روبرو شد و آن را به دورترین واحد آمریکایی تبدیل کرد که در طول مبارزات انتخاباتی اروپا به سمت شرق پیشروی کرده است. پس از انجام مأموریت‌های اشغال، در مارس ۱۹۴۶ غیرفعال شد.

این لشکر بین سال‌های ۱۹۵۴ تا ۱۹۵۶ به طور خلاصه سازماندهی مجدد شد و در آلاسکا مستقر شد.